# Heodes vigaureae
Heodes vigaureae är en fjärilsart som beskrevs av Carl von Linné 1761. Heodes vigaureae ingår i släktet Heodes och familjen juvelvingar. Inga underarter finns listade i Catalogue of Life.